# Wiazniki
Wiazniki (ros. Вязники) – miasto w Rosji, w obwodzie włodzimierskim położone 121 km od Włodzimierza, centrum administracyjne rejonu wiaznikowskiego.
Założone w 1585 na brzegu rzeki Klaźmy, choć dla swojego strategicznego położenia istniał tu gród już w XII wieku broniący Władymira o nazwie Jaropolcz (od imienia lokalnego księcia). Forteca zniszczona w XIII wieku w czasie najazdu Mongołów, wymieniana w 1389 i 1672, ostatecznie zniszczone przez pożar w 1703. Funkcje miejscowości przejęła sąsiednia słoboda Wiazniki, zlokalizowana poniżej pierwotnej fortecy, która otrzymała prawa miejskie w 1778. Miasto w 1802 wchłonęło pozostałości po Jaropolczu.
Rodzinne miasto kosmonauty Walerija Kubasowa.
Urodził się tu Konstanty Borozdin (ur. 19/31 maja 1897,  zm. wiosną 1940 w Katyniu) – major artylerii Wojska Polskiego, inżynier, ofiara zbrodni katyńskiej.